# Марцио
Марцио (итал. Marzio) — коммуна в Италии, располагается в провинции Варесе области Ломбардия.
Население составляет 287 человек (2008 г.), плотность населения составляет 287 чел./км². Занимает площадь 1 км². Почтовый индекс — 21030. Телефонный код — 0332.
Покровителем города почитается святой Себастьян, празднование 20 января.

## Демография
Динамика населения:

## Администрация коммуны
- Официальный сайт: